# World Professional Billiards and Snooker Association
La World Professional Billiards and Snooker Association, abbreviato WPBSA è l'organizzatrice di ogni torneo in una stagione di snooker dal 1968.
Ha sede a Bristol in Inghilterra ed è governata dall'ex giocatore di snooker Jason Ferguson.

## Storia
Fondata come Professional Billiard Players Association (PBPA) nel 1946, con Joe Davis come presidente, è stata rinnovata nel 1968 dopo alcuni anni di inattività e rinominata World Professional Billiards and Snooker Association nel 1970. 
La WPBSA è nota per aver spostato definitivamente nel 1977 la sede di gioco del Campionato mondiale di snooker al Crucible Theatre di Sheffield, ma anche per il fatto di aver promosso tavoli e tornei cinesi a inizio anni '2000.
Nel 2015 è stata presentata un'offerta per far giocare lo snooker nelle Olimpiadi di Tokyo 2020 e per le Olimpiadi di Parigi 2024 ma senza successo per nessuna delle due.